# Chaetomymar tayalum
Chaetomymar tayalum är en stekelart som beskrevs av Taguchi 1975. Chaetomymar tayalum ingår i släktet Chaetomymar och familjen dvärgsteklar.
Artens utbredningsområde är Taiwan. Inga underarter finns listade i Catalogue of Life.